# Diócesis de Alba
La diócesis de Alba (en latín: Dioecesis Albae Pompeiensis y en italiano: Diocesi di Alba) es una circunscripción eclesiástica de la Iglesia católica en Italia. Se trata de una diócesis latina, sufragánea de la arquidiócesis de Turín. Desde el 21 de enero de 2016 su obispo es Marco Brunetti.

## Territorio y organización

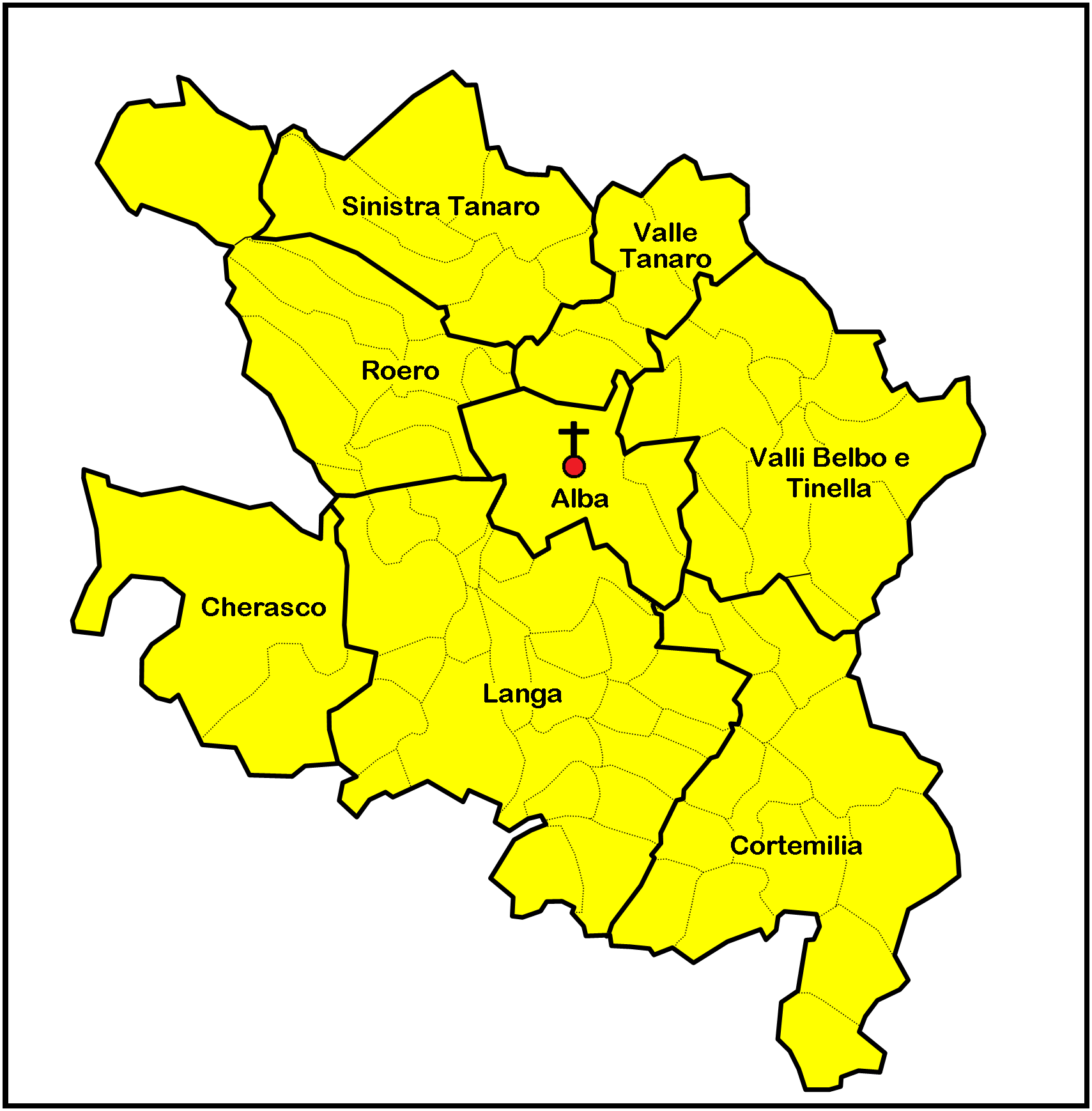
Mapa de los vicarías

La diócesis tiene 1050 km² y extiende su jurisdicción sobre los fieles católicos de rito latino residentes en parte de la región de Piamonte comprendiendo en: 
- la provincia de Cúneo las comunas de: Santo Stefano Roero, Montaldo Roero, Baldissero d'Alba, Corneliano d'Alba, Castellinaldo, Barbaresco, Grinzane Cavour, Castiglione Falletto, Albaretto della Torre, Rocchetta Belbo, Benevello, Borgomale, Cravanzana, Bergolo, Gottasecca, Ceresole Alba, Montà, Canale, Priocca, Govone, Magliano Alfieri, Castagnito, Vezza d'Alba, Monteu Roero, Guarene, Piobesi d'Alba, Sommariva Perno, Pocapaglia, Monticello d'Alba, Santa Vittoria d'Alba, Roddi, Verduno, Alba, Treiso, Cherasco, La Morra, Diano d'Alba, Rodello, Montelupo Albese, Trezzo Tinella, Mango, Neviglie, Neive, Castiglione Tinella, Santo Stefano Belbo, Cossano Belbo, Castino, Cortemilia, Bosia, Lequio Berria, Arguello, Cerretto Langhe, Cissone, Sinio, Roddino, Cissone, Monforte de Alba, Serralunga d'Alba, Barolo, Novello, Monchiero, Narzole, Somano, Bossolasco, Feisoglio, Niella Belbo, Gorzegno, Levice, Pezzolo Valle Uzzone, Castelletto Uzzone, Torre Bormida, y una pequeña parte de Bra;
- la provincia de Asti las comunas de: Coazzolo y Castagnole delle Lanze.

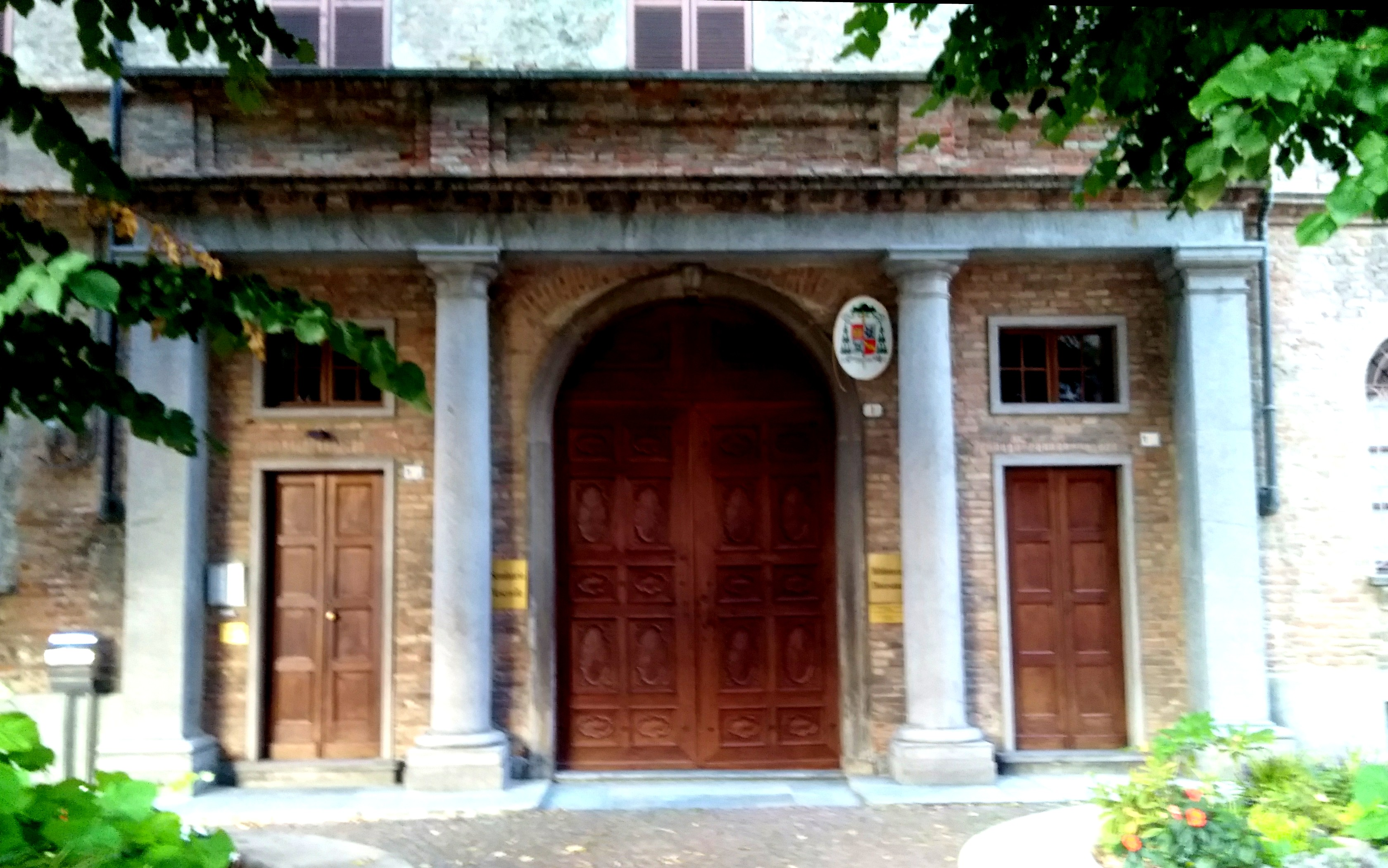
Seminario episcopal de Alba

La sede de la diócesis se encuentra en la ciudad de Alba, en donde se halla la Catedral de San Lorenzo.
En 2022 en la diócesis existían 126 parroquias agrupadas en 8 vicarías:
- Vicaría de Alba (13 parroquias);
- Vicaría de Cherasco (9 parroquias);
- Vicaría de Cortemilia (15 parroquias);
- Vicaría de la Langa (30 parroquias);
- Vicaría del Roero (17 parroquias);
- Vicaría de la Sinistra Tanaro (12 parroquias);
- Vicaría de los Valli Belbo e Tinella (16 parroquias);
- Vicaría del Valle Tanaro (11 parroquias).

## Historia
Según la tradición, el primer obispo de Alba fue san Dionisio, de quien se dice que sirvió en la diócesis durante algunos años antes de ser nombrado arzobispo de Milán; por su oposición al arrianismo fue exiliado en 355 por el emperador Constancio II. Esta tradición se considera poco fiable dado que en el siglo IV a un obispo se le prohibía generalmente abandonar su propia diócesis por otra.
Se compiló una lista de nueve obispos antiguos de Alba, comenzando por san Dioniso (diferente del anterior, en 380) hasta el obispo Giulio (553), a partir de inscripciones sepulcrales encontradas en la Catedral de Alba a finales del siglo XV, de Dalmazzo Berendenco, anticuario; pero tanto la lista como su descubridor resultaron ser falsificaciones inventadas por Giuseppe Meiranesio en el siglo XVIII.
El primer obispo de Alba cuya existencia es segura fue Lampadio, que estuvo presente en el sínodo celebrado en Roma en 499 bajo el papa Símaco.
Durante un breve tiempo, hacia finales del siglo X, la diócesis estuvo unida a la de Asti. Entre los obispos posteriores, Benzone fue un destacado oponente del papa Gregorio VII y apoyó al Imperio durante la Querella de las investiduras.
Toda la comunidad de Monforte d'Alba, desde la condesa hasta los campesinos, se había vuelto herética en el primer cuarto del siglo XI. Los disidentes leyeron la Biblia dando una interpretación enteramente espiritual de las Escrituras, habían formulado su propia doctrina original sobre la Trinidad. Rezaban día y noche, buscaban el desapego de la materia y el martirio, elementos similares a los de la doctrina cátara. Hacia el año 1028 el castillo de Monforte fue sitiado y conquistado por las fuerzas del arzobispo de Milán, Ariberto da Intimiano, combinadas con las del obispo de Asti, Alrico. La población, deportada a Milán, se vio obligada a elegir entre abjurar de sus doctrinas o ser quemada en la hoguera. La mayoría optó, coherentemente con sus ideas, por no retractarse y aceptar la pena de muerte.
El 29 de octubre de 1511 cedió una porción de su territorio para la erección de la diócesis de Saluzzo mediante la bula Pro excellenti del papa Julio II.
El 22 de abril de 1613 se produjo un acontecimiento importante: estalló la primera guerra de Monferrato, Alba fue atacada por los franceses y el obispo Pendasio fue sacado de la iglesia, golpeado y conducido escandalosamente por las calles de la ciudad.
Bajo el ministerio de Roero fue vicario general Raulo Costanzo Falletti de Barolo.
Con motivo de la reorganización de las diócesis piamontesas deseada por Napoleón Bonaparte, 9 diócesis de la región fueron suprimidas, incluida la de Alba, según lo establecido por el breve Gravissimis causis del papa Pío VII del 1 de junio de 1803, que unía el territorio de la diócesis suprimida al de la diócesis de Asti. La sede fue restablecida el 17 de julio de 1817 mediante la bula Beati Petri del papa Pío VII; al mismo tiempo el papa la declaró sufragánea de la arquidiócesis de Turín, sacándola así de la jurisdicción metropolitana del arzobispo de Milán, a la que Alba siempre había estado sujeta.

## Estadísticas
Según el Anuario Pontificio 2023 la diócesis tenía a fines de 2022 un total de 131 510 fieles bautizados.
| Año                                                                             | Población            | Población | Población      | Sacerdotes | Sacerdotes    | Sacerdotes    | Bautizados por sacerdote | Diáconos permanentes | Religiosos | Religiosos | Parroquias |
| Año                                                                             | Bautizados católicos | Total     | % de católicos | Total      | Clero secular | Clero regular | Bautizados por sacerdote | Diáconos permanentes | Varones    | Mujeres    | Parroquias |
| ------------------------------------------------------------------------------- | -------------------- | --------- | -------------- | ---------- | ------------- | ------------- | ------------------------ | -------------------- | ---------- | ---------- | ---------- |
| 1905                                                                            | ?                    | ?         | ?              | 287        | 276           | 11            | ?                        | ?                    | ?          | ?          | 101        |
| 1950                                                                            | 150 300              | 150 350   | 100.0          | 325        | 265           | 60            | 462                      |                      | 176        | 425        | 136        |
| 1959                                                                            | 111 000              | 111 100   | 99.9           | 311        | 249           | 62            | 356                      |                      | 124        | 568        | 138        |
| 1970                                                                            | 120 265              | 120 350   | 99.9           | 264        | 210           | 54            | 455                      |                      | 68         | 586        | 140        |
| 1980                                                                            | 120 972              | 121 120   | 99.9           | 226        | 188           | 38            | 535                      |                      | 100        | 445        | 142        |
| 1990                                                                            | 120 200              | 120 400   | 99.8           | 207        | 168           | 39            | 580                      |                      | 93         | 414        | 126        |
| 2000                                                                            | 122 300              | 124 600   | 98.2           | 182        | 147           | 35            | 671                      |                      | 77         | 350        | 126        |
| 2001                                                                            | 122 200              | 124 500   | 98.2           | 179        | 146           | 33            | 682                      |                      | 76         | 347        | 126        |
| 2002                                                                            | 122 200              | 124 500   | 98.2           | 167        | 136           | 31            | 731                      |                      | 73         | 341        | 126        |
| 2003                                                                            | 122 200              | 124 500   | 98.2           | 163        | 131           | 32            | 749                      |                      | 64         | 306        | 126        |
| 2004                                                                            | 122 200              | 124 600   | 98.0           | 156        | 123           | 33            | 719                      |                      | 73         | 294        | 126        |
| 2006                                                                            | 125 230              | 128 170   | 97.7           | 162        | 120           | 42            | 773                      | 3                    | 83         | 291        | 126        |
| 2012                                                                            | 125 700              | 130 800   | 96.1           | 143        | 108           | 35            | 879                      | 9                    | 75         | 240        | 126        |
| 2015                                                                            | 143 800              | 158 900   | 90.5           | 133        | 98            | 35            | 1081                     | 10                   | 74         | 218        | 126        |
| 2018                                                                            | 142 700              | 159 700   | 89.4           | 131        | 94            | 37            | 1089                     | 10                   | 66         | 205        | 126        |
| 2020                                                                            | 132 475              | 137 070   | 96.6           | 117        | 79            | 38            | 1132                     | 11                   | 68         | 203        | 126        |
| 2022                                                                            | 131 510              | 134 736   | 97.6           | 107        | 72            | 35            | 1229                     | 11                   | 55         | 192        | 126        |
| Fuente: Catholic-Hierarchy, que a su vez toma los datos del Anuario Pontificio. |                      |           |                |            |               |               |                          |                      |            |            |            |

## Episcopologio
- San Dionisio o Dionigi † (350-355)
- Adelgiso † (355)
- Severo † (391,397)
- Bruningo † (419)
- Alderico † (443)
- Lampadio I † (mencionado en 499)
- Manfredo † (482, 483)
- Venanzio I † (503)
- Oldarico † (532)
- Pietro I † (563)
- Venanzio II † (593)
- Guglielmo † (627)
- Vitelmo I † (661)
- San Benedetto † (mencionado en 680)
- Lampadio II † (801)
- Sigifredo † (829)[nota 1]
- Pietro Penso II? † (mencionado en 855)[nota 2]
- Olderado o Ildrado † (antes de febrero de 876-después de noviembre de 877)
- Liutardo † (mencionado en 901)[nota 3]
- Daiberto † (mencionado en 945)
- Flocardo o Fulcardo † (antes de 969-circa de julio de 985 falleció)
  - Sede unida a Asti
- Costantino † (antes de 997-después de 1005)
- Oberto † (mencionado en 1027)
- Anónimo (G.) † (mencionado en 1057 circa)
- Benzone (o Pietro Penso III?) † (mencionado en 1059-después de 1085)[nota 4]
- Pellegrino † (mencionado en 1098)
- Pietro IV † (1124-1125)[nota 5]
- Robaldo † (antes de diciembre de 1125-29 de julio de 1135 nombrado arzobispo de Milán)[nota 6]
- Pietro V? † (mencionado en 1150)[nota 7]
- Rozone † (mencionado en enero de 1163)
- Otto † (antes de junio de 1169-después de agosto de 1177)
- Federico del Monferrato? † (mencionado en 1180 circa)[nota 8]
- Bonifacio I † (antes de 1185-después de 1188)
- Gerardo † (mencionado en 1191 o 1194)[nota 9]
- Ogerio † (antes de diciembre de 1192-después de 1202)
- Bonifacio II † (antes de 1210-después de 1213)
- Reinerio, O.Cist. † (antes de agosto de 1216-después de mayo de 1226)
- Sardo † (mencionado en 1231)
- Guglielmo Braida † (antes de 1237-después de 1253)
- Monaco † (22 de enero de 1255-después de febrero de 1260)[nota 10]
- Simone, O.F.M. † (antes de octubre de 1263-después de abril de 1271)
- Martino, O.F.M. † (1276)
- Bonifacio III † (antes de enero de 1283-18 de marzo de 1306 falleció)
- Raimondo de Mausaco, O.F.M. † (antes de 1311-21 de febrero de 1321 nombrado obispo de Chieti)
- Guglielmo Isnardi, O.F.M. † (21 de febrero de 1321-6 de diciembre de 1333 nombrado arzobispo de Brindisi)
- Pietro Avogadro, O.P. † (7 de febrero de 1334-28 de enero de 1349 nombrado obispo de Sisteron)
- Lazzarino Flisco o Fieschi † (29 de enero de 1349-1368 falleció)
- Ludovico del Carretto † (27 de abril de 1369-1388 falleció)
- Federico del Carretto † (1388-?)
- Pietro del Carretto, O.P. † (mencionado en 1391)
- Bonifacio IV † (mencionado en 1398)
- Francesco I del Carretto † (20 de noviembre de 1401-?)
- Aleramo del Carretto † (mencionado en 1407)
- Francesco II del Carretto † (mencionado en 1413)
- Giacomo del Carretto † (?-? falleció)
- Beato Alerino Rembaudi † (10 de septiembre de 1419-21 de julio de 1456 falleció)
- Bernardo del Carretto, O.S.B. † (18 de octubre de 1456[nota 11]-agosto de 1460 falleció)
- Pietro del Carretto † (24 de noviembre de 1460-1482 falleció)
- Andrea Novelli † (6 de febrero de 1483-13 de mayo de 1521 falleció)
- Ippolito Novelli † (13 de mayo de 1521 por sucesión-11 de noviembre de 1530 falleció)[nota 12]
- Antonio Mollo † (28 de noviembre de 1530-1532 falleció)[nota 13]
- Giuliano Visconti † (16 de agosto de 1532-27 de agosto de 1532 falleció) (obispo electo)[nota 14]
- Marco Girolamo Vida, C.R.S.A. † (7 de febrero de 1533-27 de septiembre de 1566 falleció)
- Leonardo Marini, O.P. † (7 de octubre de 1566-1572 renunció)[nota 15]
- Vincenzo Marino † (19 de noviembre de 1572-25 de febrero de 1583 falleció)[nota 16]
- Lelio o Aurelio Zibramonti † (28 de marzo de 1583-14 de noviembre de 1583 nombrado obispo de Casale Monferrato)
- Ludovico Michelio † (19 de diciembre de 1583-27 de abril de 1590 falleció)
- Alberto Capriano † (30 de julio de 1590-23 de enero de 1595 falleció)
- Giovanni Anselmo Carminato † (26 de julio de 1596-6 de julio de 1604 falleció)
- Francesco Pendasio † (18 de julio de 1605-3 de septiembre de 1616 falleció)
- Vincenzo Agnello Suardi † (5 de diciembre de 1616-13 de mayo de 1619 nombrado obispo coadjutor de Mantova)
- Ludovico Gonzaga † (12 de agosto de 1619-26 de junio de 1630 falleció)[nota 17]
- Giovanni Francesco Gandolfo † (10 de enero de 1633-4 de noviembre de 1638 falleció)
- Paolo Brizio, O.F.M.Obs. † (15 de diciembre de 1642-2 de noviembre de 1665 falleció)
- Cesare Biandrà † (5 de mayo de 1666-26 de agosto de 1666 falleció)[nota 18]
- Vittorio Nicolino della Chiesa † (16 de marzo de 1667-22 de septiembre de 1691 falleció)
- Gerolamo Ubertino Provana, C.R. † (25 de junio de 1692-28 de julio de 1696 falleció)
- Giuseppe Roero † (27 de marzo de 1697-4 de noviembre de 1720 falleció)
- Francesco Vasco, O.C.D. † (30 de julio de 1727-31 de diciembre de 1749 falleció)
- Enrichetto Virginio (Raffaele Francesco) Natta, O.P. † (22 de julio de 1750-29 de junio de 1768 falleció)
- Giacinto Amedeo Vagnone † (11 de septiembre de 1769-30 de enero de 1777 renunció)
- Giuseppe Maria Langosco di Stroppiana † (20 de julio de 1778-13 de diciembre de 1788 falleció)
- Giovanni Battista Pio Vitale † (11 de abril de 1791-después del 29 de mayo de 1803 renunció[nota 19])
  - Sede suprimida (1803-1818)
- Giovanni Antonio Niccola (Nicola) † (16 de marzo de 1818-12 de enero de 1834 falleció)
- Costanzo Michele Fea † (1 de febrero de 1836-2 de noviembre de 1853 falleció)
  - Sede vacante (1853-1867)
- Eugenio Roberto Galletti † (27 de marzo de 1867-5 de octubre de 1879 falleció)
- Lorenzo Carlo Pampirio, O.P. † (27 de febrero de 1880-24 de mayo de 1889 nombrado arzobispo de Vercelli)
- Giuseppe Francesco Re † (30 de diciembre de 1889-17 de enero de 1933 falleció)
- Luigi Maria Grassi, B. † (13 de marzo de 1933-5 de abril de 1948 falleció)
- Carlo Stoppa † (27 de diciembre de 1948-13 de febrero de 1965 falleció)
  - Sede vacante (1965-1970)
- Luigi Bongianino † (15 de enero de 1970-6 de junio de 1975 nombrado obispo de Tortona)[nota 20]
- Angelo Fausto Vallainc † (7 de octubre de 1975-8 de diciembre de 1986 falleció)
- Giulio Nicolini † (16 de julio de 1987-16 de febrero de 1993 nombrado obispo de Cremona)
- Sebastiano Dho † (3 de julio de 1993-28 de junio de 2010 retirado)
- Giacomo Lanzetti (28 de junio de 2010-24 de septiembre de 2015 renunció)[nota 21]
- Marco Brunetti, desde el 21 de enero de 2016